# Lexington SC
El Lexington Sporting Club es un equipo de fútbol profesional estadounidense con sede en Lexington, Kentucky. Fundado en 2021, el equipo jugará su temporada inaugural en 2023. El equipo competirá en la USL Championship, en la segunda división del sistema de ligas de fútbol de los Estados Unidos, y jugará sus primeros partidos como local en el Bell Soccer Complex.

## Historia
El 5 de octubre de 2021, la United Soccer League anunció que a Tower Hill Sports se le había otorgado un equipo de expansión de la USL League One en Lexington, para comenzar a jugar en la temporada 2023. Con el nombre tentativo de "Lexington Pro Soccer", el equipo reveló sus colores, escudo y marca oficiales como Lexington Sporting Club el 22 de marzo de 2022.

## Entrenadores
| Entrenador            | Nacionalidad | Inicio                   | Final                    | Partidos | PG | PE | PP | Aprov. % |
| --------------------- | ------------ | ------------------------ | ------------------------ | -------- | -- | -- | -- | -------- |
| Sam Stockley          | Inglaterra   | 2022 de October de 13    | 17 de septiembre de 2023 | 28       | 7  | 8  | 13 | 39       |
| Nacho Novo (interino) | España       | 17 de septiembre de 2023 | 23 de octubre de 2023    | 5        | 0  | 2  | 3  | 30       |
| Darren Powell         | Inglaterra   | 10 de noviembre de 2023  | 28 de octubre de 2024    | 24       | 6  | 8  | 10 | 42       |
| Terry Boss            | Puerto Rico  | 4 de diciembre de 2024   | Presente                 | 1        | 1  | 0  | 0  | 100      |